# 本多重昭
本多 重昭（ほんだ しげあき）は、越前丸岡藩の第3代藩主。
寛永11年（1634年）、第2代藩主本多重能の長男として生まれる。慶安4年（1651年）12月に父が死去したため、慶安5年（1652年）2月8日に家督を継ぎ、従五位下、飛騨守に叙任する。寛文3年（1663年）、延宝元年（1673年）に大坂加番に任じられた。藩政では検地や寺社政策に尽力した。
延宝4年（1676年）1月14日に死去した。享年43。跡を長男の重益が継いだ。